# Serie A1 2023-2024 (pallacanestro femminile)
La Serie A1 2023-24 è stata il 93º campionato italiano di massima divisione di pallacanestro femminile. Il titolo di campione d'Italia è andato per la terza volta alla Umana Reyer Venezia che ha sconfitto 3-0 nella serie scudetto la Famila Schio.

## Stagione

### Novità
Nella stagione precedente Brixia Basket e la perdente dei playout Pol. A.Galli sono retrocesse in Serie A2. Il loro posto è stato preso dalla promossa PB63 Battipaglia, ritornata nella massima serie dopo due anni e dalla promossa Sanga Milano, debuttante in A1.

#### Aggiornamenti
Brixia Basket viene ripescata al posto della Libertas Moncalieri, che rinuncia alla categoria. La neo costituita OBG Roma sostituisce B.T. Crema, che riparte dalla Serie A2.
Con la rinuncia alla categoria del Le Mura Lucca, il campionato si riduce a tredici squadre.

### Formula
Secondo le Disposizioni Organizzative Annuali emanate dalla FIP il campionato di Serie A1 è strutturato come segue: la prima fase, denominata Fase Regolare, è composta da 13 squadre inserite in un girone all'italiana, al termine del quale viene stilata la classifica.
Le prime 8 classificate disputano i play-off per la conquista dello scudetto. Le squadre che nella stagione regolare si sono classificate dalla 10ª alla 13ª posizione disputano i play-out per stabilire le altre tre squadre che rimarranno in Serie A1 nella stagione successiva. La squadra che arriverà all'ultimo posto dei play-out retrocede in Serie A2.
A Schio si è disputato l'Opening day, turno che inaugura il campionato.
Le soste sono tre: dopo la conclusione del girone di andata, tra il 31 dicembre e il 12 gennaio 2024, nei weekend dell'11 febbraio e del 25 febbraio. Una ulteriore sosta è nel weekend dell'11 novembre in cui si disputano due gare della nazionale.

## Squadre partecipanti
| Squadra           | Stagione | Città                      | Palazzetto                   | Stagione precedente                                        |
| ----------------- | -------- | -------------------------- | ---------------------------- | ---------------------------------------------------------- |
| PB63 Battipaglia  | dettagli | Battipaglia (SA)           | PalaZauli                    | 3º posto nel Girone Sud di Serie A2, promossa ai play-off  |
| Virtus Bologna    | dettagli | Bologna                    | PalaDozza                    | 1º posto in Serie A1, finalista                            |
| Brixia Basket     | dettagli | Brescia                    | PalaLeonessa                 | 14º posto in Serie A1, ripescata                           |
| Magnolia CB       | dettagli | Campobasso                 | PalaSelvapiana               | 7º posto in Serie A1                                       |
| Faenza B. Project | dettagli | Faenza (RA)                | PalaBubani                   | 10º posto in Serie A1                                      |
| Sanga Milano      | dettagli | Milano                     | Bocconi Sport Center         | 1º posto nel Girone Nord di Serie A2, promossa ai play-off |
| Eirene Ragusa     | dettagli | Ragusa                     | PalaMinardi                  | 6º posto in Serie A1                                       |
| OBG Roma          | dettagli | Roma                       | PalaTiziano                  | -                                                          |
| San Martino       | dettagli | San Martino di Lupari (PD) | Palazzetto dello Sport       | 9º posto in Serie A1                                       |
| Dinamo Sassari    | dettagli | Sassari                    | PalaSerradimigni             | 4º posto in Serie A1                                       |
| Famila Schio      | dettagli | Schio (VI)                 | Palasport Livio Romare       | 2º posto in Serie A1, Campione                             |
| GEAS              | dettagli | Sesto San Giovanni (MI)    | PalaCarzaniga                | 5º posto in Serie A1                                       |
| Reyer Venezia     | dettagli | Venezia                    | Palasport Taliercio (Mestre) | 3º posto in Serie A1                                       |

## Stagione regolare

### Classifica
|  | Pos. | Squadra                          | Pt | G  | V  | P  | PtF  | PtS  | Diff. | CD      |
|  | ---- | -------------------------------- | -- | -- | -- | -- | ---- | ---- | ----- | ------- |
|  | 1.   | Umana Reyer Venezia              | 42 | 24 | 21 | 3  | 1783 | 1419 | +364  | +6      |
|  | 2.   | Famila Wüber Schio               | 42 | 24 | 21 | 3  | 1910 | 1465 | +445  | -6      |
|  | 3.   | Virtus Segafredo Bologna         | 40 | 24 | 20 | 4  | 1760 | 1413 | +347  |         |
|  | 4.   | La Molisana Campobasso           | 34 | 24 | 17 | 7  | 1524 | 1413 | +111  |         |
|  | 5.   | Allianz Sesto San Giovanni       | 34 | 24 | 17 | 7  | 1596 | 1504 | +92   |         |
|  | 6.   | Passalacqua Ragusa               | 27 | 24 | 14 | 10 | 1677 | 1586 | +91   |         |
|  | 7.   | Alama San Martino di Lupari      | 20 | 24 | 10 | 14 | 1658 | 1746 | -88   | 6 punti |
|  | 8.   | Oxygen Roma Basket               | 20 | 24 | 10 | 14 | 1593 | 1656 | -63   | 4 punti |
|  | 9.   | Banco di Sardegna Dinamo Sassari | 20 | 24 | 10 | 14 | 1618 | 1723 | -105  | 2 punti |
|  | 10.  | RMB Brixia Basket                | 14 | 24 | 7  | 17 | 1572 | 1731 | -159  |         |
|  | 11.  | E-Work Faenza                    | 8  | 24 | 4  | 20 | 1537 | 1768 | -231  |         |
|  | 12.  | O.ME.P.S. Battipaglia            | 6  | 24 | 3  | 21 | 1496 | 1901 | -405  |         |
|  | 13.  | Repower Sanga Milano             | 4  | 24 | 2  | 22 | 1478 | 1877 | -399  |         |

Legenda:
      Campionessa d'Italia.
      Ammesse ai play-off scudetto.
      Ammesse ai play-out.
  Ammesse ai play-off o ai play-out.
 Retrocessa in Serie A2 2024-2025 dopo i play-out.
Regolamento:
Due punti a vittoria, zero a sconfitta.
In caso di parità di punteggio, contano gli scontri diretti e la classifica avulsa.
Note:
Ragusa con un punto di penalizzazione.

### Tabellone
|                       | BAT    | VBO   | BRE   | CAM   | FAE   | MIL   | RAG   | ROM   | SML   | SAS   | SCH   | SSG   | VEN   |
| --------------------- | ------ | ----- | ----- | ----- | ----- | ----- | ----- | ----- | ----- | ----- | ----- | ----- | ----- |
| Battipaglia           |        | 47–76 | 51–75 | 45–69 | 71–67 | 79–82 | 91–87 | 55–63 | 91–76 | 72–83 | 50–98 | 53–82 | 62–92 |
| Virtus Bologna        | 95–47  |       | 77–53 | 60–59 | 74–69 | 80–51 | 73–67 | 94–62 | 78–48 | 81–63 | 61–71 | 71–67 | 69–80 |
| Brixia Basket         | 78–69  | 34–70 |       | 67–72 | 61–55 | 68–54 | 58–74 | 74–62 | 54–70 | 64–82 | 68–87 | 61–64 | 49–87 |
| Magnolia Campobasso   | 59–52  | 54–61 | 78–75 |       | 61–56 | 64–49 | 78–54 | 66–64 | 82–61 | 79–57 | 57–61 | 46–50 | 54–47 |
| Faenza                | 64–63  | 54–76 | 70–86 | 72–78 |       | 77–58 | 64–66 | 81–84 | 75–87 | 68–74 | 55–82 | 56–60 | 66–68 |
| Sanga Milano          | 70–66  | 48–76 | 69–79 | 63–82 | 67–74 |       | 52–76 | 60–71 | 63–96 | 69–79 | 72–87 | 71–72 | 70–85 |
| Ragusa                | 78–68  | 60–69 | 83–68 | 63–49 | 94–64 | 73–54 |       | 59–49 | 87–60 | 71–65 | 69–80 | 69–73 | 57–70 |
| Roma                  | 73–58  | 62–88 | 76–73 | 46–52 | 77–54 | 95–57 | 67–69 |       | 87–84 | 20–0  | 68–90 | 76–65 | 62–73 |
| San Martino di Lupari | 85–70  | 67–60 | 78–76 | 46–49 | 61–69 | 82–68 | 44–57 | 84–73 |       | 78–73 | 43–85 | 70–75 | 55–70 |
| Dinamo Sassari        | 81–78  | 74–69 | 81–63 | 58–61 | 68–63 | 82–68 | 71–76 | 91–87 | 80–98 |       | 78–86 | 61–81 | 56–75 |
| Schio                 | 101–51 | 76–79 | 73–67 | 70–58 | 90–37 | 84–58 | 76–60 | 84–53 | 74–67 | 76–62 |       | 81–43 | 60–56 |
| Sesto San Giovanni    | 82–55  | 49–60 | 68–65 | 62–66 | 71–49 | 77–53 | 70–66 | 66–61 | 73–63 | 56–47 | 75–70 |       | 57–63 |
| Reyer Venezia         | 85–52  | 51–63 | 81–56 | 74–51 | 91–78 | 73–52 | 73–62 | 79–55 | 77–55 | 84–52 | 78–68 | 71–58 |       |

### Calendario
Pubblicato il 28 luglio 2023.
| andata (1ª) | andata (1ª)                | Prima giornata                                   | ritorno (14ª) | ritorno (14ª) |
|             |                            |                                                  |               |               |
| 30 set.     | 82-68                      | Alama San Martino di Lupari-Repower Sanga Milano | 96-63         | 14 gen.       |
| 30 set.     | 85-52                      | Umana Reyer Venezia-O.ME.P.S. Battipaglia        | 92-62         | 13 gen.       |
| 1º ott.     | 73-67                      | Virtus Segafredo Bologna-Passalacqua Ragusa      | 69-60         | 14 gen.       |
| 1º ott.     | 79-57                      | La Molisana Campobasso-Dinamo Sassari            | 61-58         | 13 gen.       |
| 1º ott.     | 61-55                      | RMB Brixia Basket-E-Work Faenza                  | 86-70         | 14 gen.       |
| 1º ott.     | 81-43                      | Famila Wüber Schio-Allianz Sesto San Giovanni    | 70-75         | 14 gen.       |
|             | Riposa: Oxygen Roma Basket |                                                  |               |               |

| andata (2ª) | andata (2ª)                | Seconda giornata                           | ritorno (15ª) | ritorno (15ª) |  |
|             |                            |                                            |               |               |  |
| 7 ott.      | 77-53                      | Virtus Segafredo Bologna-RMB Brixia Basket | 70-34         | 21 gen.       |  |
| 8 ott.      | 56-47                      | Allianz Sesto San Giovanni-Dinamo Sassari  | 81-61         | 21 gen.       |  |
| 8 ott.      | 70-66                      | Repower Sanga Milano-O.ME.P.S. Battipaglia | 82-79         | 20 gen.       |  |
| 8 ott.      | 75-87                      | E-Work Faenza-Alama San Martino di Lupari  | 69-61         | 21 gen.       |  |
| 8 ott.      | 78-68                      | Umana Reyer Venezia-Famila Wüber Schio     | 56-60         | 21 gen.       |  |
| 8 ott.      | 66-64                      | La Molisana Campobasso-Oxygen Roma Basket  | 52-46         | 22 gen.       |  |
|             | Riposa: Passalacqua Ragusa |                                            |               |               |  |

| andata (1ª) | andata (1ª)                | Prima giornata                                   | ritorno (14ª) | ritorno (14ª) |
|             |                            |                                                  |               |               |
| 30 set.     | 82-68                      | Alama San Martino di Lupari-Repower Sanga Milano | 96-63         | 14 gen.       |
| 30 set.     | 85-52                      | Umana Reyer Venezia-O.ME.P.S. Battipaglia        | 92-62         | 13 gen.       |
| 1º ott.     | 73-67                      | Virtus Segafredo Bologna-Passalacqua Ragusa      | 69-60         | 14 gen.       |
| 1º ott.     | 79-57                      | La Molisana Campobasso-Dinamo Sassari            | 61-58         | 13 gen.       |
| 1º ott.     | 61-55                      | RMB Brixia Basket-E-Work Faenza                  | 86-70         | 14 gen.       |
| 1º ott.     | 81-43                      | Famila Wüber Schio-Allianz Sesto San Giovanni    | 70-75         | 14 gen.       |
|             | Riposa: Oxygen Roma Basket |                                                  |               |               |

| andata (2ª) | andata (2ª)                | Seconda giornata                           | ritorno (15ª) | ritorno (15ª) |  |
|             |                            |                                            |               |               |  |
| 7 ott.      | 77-53                      | Virtus Segafredo Bologna-RMB Brixia Basket | 70-34         | 21 gen.       |  |
| 8 ott.      | 56-47                      | Allianz Sesto San Giovanni-Dinamo Sassari  | 81-61         | 21 gen.       |  |
| 8 ott.      | 70-66                      | Repower Sanga Milano-O.ME.P.S. Battipaglia | 82-79         | 20 gen.       |  |
| 8 ott.      | 75-87                      | E-Work Faenza-Alama San Martino di Lupari  | 69-61         | 21 gen.       |  |
| 8 ott.      | 78-68                      | Umana Reyer Venezia-Famila Wüber Schio     | 56-60         | 21 gen.       |  |
| 8 ott.      | 66-64                      | La Molisana Campobasso-Oxygen Roma Basket  | 52-46         | 22 gen.       |  |
|             | Riposa: Passalacqua Ragusa |                                            |               |               |  |

| andata (3ª) | andata (3ª)                         | Terza giornata                                 | ritorno (16ª) | ritorno (16ª) |
|             |                                     |                                                |               |               |
| 14 ott.     | 47-76                               | O.ME.P.S. Battipaglia-Virtus Segafredo Bologna | 47-95         | 27 gen.       |
| 14 ott.     | 49-87                               | RMB Brixia Basket-Umana Reyer Venezia          | 56-81         | 28 gen.       |
| 15 ott.     | 91-87                               | Dinamo Sassari-Oxygen Roma Basket              | 0-20          | tavolino      |
| 15 ott.     | 69-73                               | Passalacqua Ragusa-Allianz Sesto San Giovanni  | 66-70         | 28 gen.       |
| 15 ott.     | 67-74                               | Repower Sanga Milano-E-Work Faenza             | 58-77         | 28 gen.       |
| 15 ott.     | 70-58                               | Famila Wüber Schio-La Molisana Campobasso      | 61-57         | 27 gen.       |
|             | Riposa: Alama San Martino di Lupari |                                                |               |               |

| andata (4ª) | andata (4ª)               | Quarta giornata                                        | ritorno (17ª) | ritorno (17ª) |
|             |                           |                                                        |               |               |
| 21 ott.     | 78-86                     | Dinamo Sassari-Famila Wüber Schio                      | 62-76         | 3 feb.        |
| 22 ott.     | 74-69                     | Virtus Segafredo Bologna-E-Work Faenza                 | 76-54         | 3 feb.        |
| 22 ott.     | 73-58                     | Oxygen Roma Basket-O.ME.P.S. Battipaglia               | 63-55         | 3 feb.        |
| 22 ott.     | 73-63                     | Allianz Sesto San Giovanni-Alama San Martino di Lupari | 75-70         | 3 feb.        |
| 22 ott.     | 73-52                     | Umana Reyer Venezia-Repower Sanga Milano               | 85-70         | 3 feb.        |
| 22 ott.     | 78-54                     | La Molisana Campobasso-Passalacqua Ragusa              | 49-63         | 3 feb.        |
|             | Riposa: RMB Brixia Basket |                                                        |               |               |

| andata (3ª) | andata (3ª)                         | Terza giornata                                 | ritorno (16ª) | ritorno (16ª) |
|             |                                     |                                                |               |               |
| 14 ott.     | 47-76                               | O.ME.P.S. Battipaglia-Virtus Segafredo Bologna | 47-95         | 27 gen.       |
| 14 ott.     | 49-87                               | RMB Brixia Basket-Umana Reyer Venezia          | 56-81         | 28 gen.       |
| 15 ott.     | 91-87                               | Dinamo Sassari-Oxygen Roma Basket              | 0-20          | tavolino      |
| 15 ott.     | 69-73                               | Passalacqua Ragusa-Allianz Sesto San Giovanni  | 66-70         | 28 gen.       |
| 15 ott.     | 67-74                               | Repower Sanga Milano-E-Work Faenza             | 58-77         | 28 gen.       |
| 15 ott.     | 70-58                               | Famila Wüber Schio-La Molisana Campobasso      | 61-57         | 27 gen.       |
|             | Riposa: Alama San Martino di Lupari |                                                |               |               |

| andata (4ª) | andata (4ª)               | Quarta giornata                                        | ritorno (17ª) | ritorno (17ª) |
|             |                           |                                                        |               |               |
| 21 ott.     | 78-86                     | Dinamo Sassari-Famila Wüber Schio                      | 62-76         | 3 feb.        |
| 22 ott.     | 74-69                     | Virtus Segafredo Bologna-E-Work Faenza                 | 76-54         | 3 feb.        |
| 22 ott.     | 73-58                     | Oxygen Roma Basket-O.ME.P.S. Battipaglia               | 63-55         | 3 feb.        |
| 22 ott.     | 73-63                     | Allianz Sesto San Giovanni-Alama San Martino di Lupari | 75-70         | 3 feb.        |
| 22 ott.     | 73-52                     | Umana Reyer Venezia-Repower Sanga Milano               | 85-70         | 3 feb.        |
| 22 ott.     | 78-54                     | La Molisana Campobasso-Passalacqua Ragusa              | 49-63         | 3 feb.        |
|             | Riposa: RMB Brixia Basket |                                                        |               |               |

| andata (5ª) | andata (5ª)                    | Quinta giornata                                      | ritorno (18ª) | ritorno (18ª) |
|             |                                |                                                      |               |               |
| 28 ott.     | 84-53                          | Famila Wüber Schio-Oxygen Roma Basket                | 90-68         | 17 apr.       |
| 28 ott.     | 67-60                          | Alama San Martino di Lupari-Virtus Segafredo Bologna | 48-78         | 25 feb.       |
| 29 ott.     | 66-68                          | E-Work Faenza-Umana Reyer Venezia                    | 78-91         | 25 feb.       |
| 29 ott.     | 53-82                          | O.ME.P.S. Battipaglia-Allianz Sesto San Giovanni     | 55-82         | 25 feb.       |
| 29 ott.     | 71-65                          | Passalacqua Ragusa-Dinamo Sassari                    | 76-71         | 24 feb.       |
| 29 ott.     | 69-79                          | Repower Sanga Milano-RMB Brixia Basket               | 54-68         | 17 feb.       |
|             | Riposa: La Molisana Campobasso |                                                      |               |               |

| andata (6ª) | andata (6ª)                | Sesta giornata                                    | ritorno (19ª) | ritorno (19ª) |
|             |                            |                                                   |               |               |
| 3 nov.      | 54-70                      | RMB Brixia Basket-Alama San Martino di Lupari     | 76-78         | 3 mar.        |
| 4 nov.      | 80-51                      | Virtus Segafredo Bologna-Repower Sanga Milano     | 76-48         | 3 mar.        |
| 4 nov.      | 84-52                      | Umana Reyer Venezia-Dinamo Sassari                | 75-56         | 2 mar.        |
| 4 nov.      | 64-63                      | E-Work Faenza-O.ME.P.S. Battipaglia               | 67-71         | 3 mar.        |
| 4 nov.      | 62-66                      | Allianz Sesto San Giovanni-La Molisana Campobasso | 50-46         | 3 mar.        |
| 4 nov.      | 67-69                      | Oxygen Roma Basket-Passalacqua Ragusa             | 49-59         | 1º mar.       |
|             | Riposa: Famila Wüber Schio |                                                   |               |               |

| andata (5ª) | andata (5ª)                    | Quinta giornata                                      | ritorno (18ª) | ritorno (18ª) |
|             |                                |                                                      |               |               |
| 28 ott.     | 84-53                          | Famila Wüber Schio-Oxygen Roma Basket                | 90-68         | 17 apr.       |
| 28 ott.     | 67-60                          | Alama San Martino di Lupari-Virtus Segafredo Bologna | 48-78         | 25 feb.       |
| 29 ott.     | 66-68                          | E-Work Faenza-Umana Reyer Venezia                    | 78-91         | 25 feb.       |
| 29 ott.     | 53-82                          | O.ME.P.S. Battipaglia-Allianz Sesto San Giovanni     | 55-82         | 25 feb.       |
| 29 ott.     | 71-65                          | Passalacqua Ragusa-Dinamo Sassari                    | 76-71         | 24 feb.       |
| 29 ott.     | 69-79                          | Repower Sanga Milano-RMB Brixia Basket               | 54-68         | 17 feb.       |
|             | Riposa: La Molisana Campobasso |                                                      |               |               |

| andata (6ª) | andata (6ª)                | Sesta giornata                                    | ritorno (19ª) | ritorno (19ª) |
|             |                            |                                                   |               |               |
| 3 nov.      | 54-70                      | RMB Brixia Basket-Alama San Martino di Lupari     | 76-78         | 3 mar.        |
| 4 nov.      | 80-51                      | Virtus Segafredo Bologna-Repower Sanga Milano     | 76-48         | 3 mar.        |
| 4 nov.      | 84-52                      | Umana Reyer Venezia-Dinamo Sassari                | 75-56         | 2 mar.        |
| 4 nov.      | 64-63                      | E-Work Faenza-O.ME.P.S. Battipaglia               | 67-71         | 3 mar.        |
| 4 nov.      | 62-66                      | Allianz Sesto San Giovanni-La Molisana Campobasso | 50-46         | 3 mar.        |
| 4 nov.      | 67-69                      | Oxygen Roma Basket-Passalacqua Ragusa             | 49-59         | 1º mar.       |
|             | Riposa: Famila Wüber Schio |                                                   |               |               |

| andata (7ª) | andata (7ª)            | Settima giornata                                | ritorno (20ª) | ritorno (20ª) |
|             |                        |                                                 |               |               |
| 20 dic.     | 76-65                  | Oxygen Roma Basket-Allianz Sesto San Giovanni   | 61-66         | 10 mar.       |
| 20 dic.     | 94-64                  | Passalacqua Ragusa-E-Work Faenza                | 66-64         | 10 mar.       |
| 27 dic.     | 76-79                  | Famila Wüber Schio-Virtus Segafredo Bologna     | 71-61         | 11 mar.       |
| 29 dic.     | 51-75                  | O.ME.P.S. Battipaglia-RMB Brixia Basket         | 69-78         | 9 mar.        |
| 30 dic.     | 55-70                  | Alama San Martino di Lupari-Umana Reyer Venezia | 55-77         | 10 apr.       |
| 30 dic.     | 64-49                  | La Molisana Campobasso-Repower Sanga Milano     | 82-63         | 10 mar.       |
|             | Riposa: Dinamo Sassari |                                                 |               |               |

| andata (8ª) | andata (8ª)                        | Ottava giornata                                   | ritorno (21ª) | ritorno (21ª) |
|             |                                    |                                                   |               |               |
| 17 nov.     | 55-82                              | E-Work Faenza-Famila Wüber Schio                  | 37-90         | 17 mar.       |
| 19 nov.     | 85-70                              | Alama San Martino di Lupari-O.ME.P.S. Battipaglia | 76-91         | 17 mar.       |
| 19 nov.     | 94-62                              | Virtus Segafredo Bologna-Oxygen Roma Basket       | 88-62         | 19 mar.       |
| 19 nov.     | 69-79                              | Repower Sanga Milano-Dinamo Sassari               | 68-82         | 16 mar.       |
| 19 nov.     | 74-51                              | Umana Reyer Venezia-La Molisana Campobasso        | 47-54         | 17 mar.       |
| 19 nov.     | 58-74                              | RMB Brixia Basket-Passalacqua Ragusa              | 68-83         | 17 mar.       |
|             | Riposa: Allianz Sesto San Giovanni |                                                   |               |               |

| andata (7ª) | andata (7ª)            | Settima giornata                                | ritorno (20ª) | ritorno (20ª) |
|             |                        |                                                 |               |               |
| 20 dic.     | 76-65                  | Oxygen Roma Basket-Allianz Sesto San Giovanni   | 61-66         | 10 mar.       |
| 20 dic.     | 94-64                  | Passalacqua Ragusa-E-Work Faenza                | 66-64         | 10 mar.       |
| 27 dic.     | 76-79                  | Famila Wüber Schio-Virtus Segafredo Bologna     | 71-61         | 11 mar.       |
| 29 dic.     | 51-75                  | O.ME.P.S. Battipaglia-RMB Brixia Basket         | 69-78         | 9 mar.        |
| 30 dic.     | 55-70                  | Alama San Martino di Lupari-Umana Reyer Venezia | 55-77         | 10 apr.       |
| 30 dic.     | 64-49                  | La Molisana Campobasso-Repower Sanga Milano     | 82-63         | 10 mar.       |
|             | Riposa: Dinamo Sassari |                                                 |               |               |

| andata (8ª) | andata (8ª)                        | Ottava giornata                                   | ritorno (21ª) | ritorno (21ª) |
|             |                                    |                                                   |               |               |
| 17 nov.     | 55-82                              | E-Work Faenza-Famila Wüber Schio                  | 37-90         | 17 mar.       |
| 19 nov.     | 85-70                              | Alama San Martino di Lupari-O.ME.P.S. Battipaglia | 76-91         | 17 mar.       |
| 19 nov.     | 94-62                              | Virtus Segafredo Bologna-Oxygen Roma Basket       | 88-62         | 19 mar.       |
| 19 nov.     | 69-79                              | Repower Sanga Milano-Dinamo Sassari               | 68-82         | 16 mar.       |
| 19 nov.     | 74-51                              | Umana Reyer Venezia-La Molisana Campobasso        | 47-54         | 17 mar.       |
| 19 nov.     | 58-74                              | RMB Brixia Basket-Passalacqua Ragusa              | 68-83         | 17 mar.       |
|             | Riposa: Allianz Sesto San Giovanni |                                                   |               |               |

| andata (9ª) | andata (9ª)                      | Nona giornata                                  | ritorno (22ª) | ritorno (22ª) |
|             |                                  |                                                |               |               |
| 25 nov.     | 95-57                            | Oxygen Roma Basket-Repower Sanga Milano        | 71-60         | 24 mar.       |
| 25 nov.     | 73-67                            | Famila Wüber Schio-RMB Brixia Basket           | 87-68         | 23 mar.       |
| 26 nov.     | 81-78                            | Dinamo Sassari-O.ME.P.S. Battipaglia           | 83-72         | 23 mar.       |
| 26 nov.     | 87-60                            | Passalacqua Ragusa-Alama San Martino di Lupari | 57-44         | 24 mar.       |
| 26 nov.     | 57-63                            | Allianz Sesto San Giovanni-Umana Reyer Venezia | 58-71         | 24 mar.       |
| 26 nov.     | 61-56                            | La Molisana Campobasso-E-Work Faenza           | 78-72         | 24 mar.       |
|             | Riposa: Virtus Segafredo Bologna |                                                |               |               |

| andata (10ª) | andata (10ª)                 | Decima giornata                                | ritorno (23ª) | ritorno (23ª) |
|              |                              |                                                |               |               |
| 2 dic.       | 64-82                        | RMB Brixia Basket-Dinamo Sassari               | 63-81         | 30 mar.       |
| 3 dic.       | 69-80                        | Virtus Segafredo Bologna-Umana Reyer Venezia   | 63-51         | 30 mar.       |
| 3 dic.       | 69-80                        | Passalacqua Ragusa-Famila Wüber Schio          | 60-76         | 30 mar.       |
| 3 dic.       | 56-60                        | E-Work Faenza-Allianz Sesto San Giovanni       | 49-71         | 30 mar.       |
| 3 dic.       | 45-69                        | O.ME.P.S. Battipaglia-La Molisana Campobasso   | 52-59         | 30 mar.       |
| 3 dic.       | 84-73                        | Alama San Martino di Lupari-Oxygen Roma Basket | 84-87         | 30 mar.       |
|              | Riposa: Repower Sanga Milano |                                                |               |               |

| andata (9ª) | andata (9ª)                      | Nona giornata                                  | ritorno (22ª) | ritorno (22ª) |
|             |                                  |                                                |               |               |
| 25 nov.     | 95-57                            | Oxygen Roma Basket-Repower Sanga Milano        | 71-60         | 24 mar.       |
| 25 nov.     | 73-67                            | Famila Wüber Schio-RMB Brixia Basket           | 87-68         | 23 mar.       |
| 26 nov.     | 81-78                            | Dinamo Sassari-O.ME.P.S. Battipaglia           | 83-72         | 23 mar.       |
| 26 nov.     | 87-60                            | Passalacqua Ragusa-Alama San Martino di Lupari | 57-44         | 24 mar.       |
| 26 nov.     | 57-63                            | Allianz Sesto San Giovanni-Umana Reyer Venezia | 58-71         | 24 mar.       |
| 26 nov.     | 61-56                            | La Molisana Campobasso-E-Work Faenza           | 78-72         | 24 mar.       |
|             | Riposa: Virtus Segafredo Bologna |                                                |               |               |

| andata (10ª) | andata (10ª)                 | Decima giornata                                | ritorno (23ª) | ritorno (23ª) |
|              |                              |                                                |               |               |
| 2 dic.       | 64-82                        | RMB Brixia Basket-Dinamo Sassari               | 63-81         | 30 mar.       |
| 3 dic.       | 69-80                        | Virtus Segafredo Bologna-Umana Reyer Venezia   | 63-51         | 30 mar.       |
| 3 dic.       | 69-80                        | Passalacqua Ragusa-Famila Wüber Schio          | 60-76         | 30 mar.       |
| 3 dic.       | 56-60                        | E-Work Faenza-Allianz Sesto San Giovanni       | 49-71         | 30 mar.       |
| 3 dic.       | 45-69                        | O.ME.P.S. Battipaglia-La Molisana Campobasso   | 52-59         | 30 mar.       |
| 3 dic.       | 84-73                        | Alama San Martino di Lupari-Oxygen Roma Basket | 84-87         | 30 mar.       |
|              | Riposa: Repower Sanga Milano |                                                |               |               |

| andata (11ª) | andata (11ª)                  | Undicesima giornata                             | ritorno (24ª) | ritorno (24ª) |
|              |                               |                                                 |               |               |
| 9 dic.       | 74-69                         | Dinamo Sassari-Virtus Segafredo Bologna         | 63-81         | 7 apr.        |
| 10 dic.      | 73-62                         | Umana Reyer Venezia-Passalacqua Ragusa          | 70-57         | 6 apr.        |
| 10 dic.      | 77-54                         | Oxygen Roma Basket-E-Work Faenza                | 84-81         | 6 apr.        |
| 10 dic.      | 78-75                         | La Molisana Campobasso-RMB Brixia Basket        | 72-67         | 7 apr.        |
| 10 dic.      | 77-53                         | Allianz Sesto San Giovanni-Repower Sanga Milano | 72-71         | 6 apr.        |
| 10 dic.      | 74-67                         | Famila Wüber Schio-Alama San Martino di Lupari  | 85-43         | 7 apr.        |
|              | Riposa: O.ME.P.S. Battipaglia |                                                 |               |               |

| andata (12ª) | andata (12ª)                | Dodicesima giornata                                 | ritorno (25ª) | ritorno (25ª) |
|              |                             |                                                     |               |               |
| 16 dic.      | 71-67                       | Virtus Segafredo Bologna-Allianz Sesto San Giovanni | 60-49         | 14 apr.       |
| 16 dic.      | 50-98                       | O.ME.P.S. Battipaglia-Famila Wüber Schio            | 51-101        | 14 apr.       |
| 17 dic.      | 52-76                       | Repower Sanga Milano-Passalacqua Ragusa             | 54-73         | 14 apr.       |
| 17 dic.      | 46-49                       | Alama San Martino di Lupari-La Molisana Campobasso  | 61-82         | 14 apr.       |
| 17 dic.      | 74-62                       | RMB Brixia Basket-Oxygen Roma Basket                | 73-76         | 14 apr.       |
| 17 dic.      | 68-74                       | E-Work Faenza-Dinamo Sassari                        | 63-68         | 14 apr.       |
|              | Riposa: Umana Reyer Venezia |                                                     |               |               |

| andata (11ª) | andata (11ª)                  | Undicesima giornata                             | ritorno (24ª) | ritorno (24ª) |
|              |                               |                                                 |               |               |
| 9 dic.       | 74-69                         | Dinamo Sassari-Virtus Segafredo Bologna         | 63-81         | 7 apr.        |
| 10 dic.      | 73-62                         | Umana Reyer Venezia-Passalacqua Ragusa          | 70-57         | 6 apr.        |
| 10 dic.      | 77-54                         | Oxygen Roma Basket-E-Work Faenza                | 84-81         | 6 apr.        |
| 10 dic.      | 78-75                         | La Molisana Campobasso-RMB Brixia Basket        | 72-67         | 7 apr.        |
| 10 dic.      | 77-53                         | Allianz Sesto San Giovanni-Repower Sanga Milano | 72-71         | 6 apr.        |
| 10 dic.      | 74-67                         | Famila Wüber Schio-Alama San Martino di Lupari  | 85-43         | 7 apr.        |
|              | Riposa: O.ME.P.S. Battipaglia |                                                 |               |               |

| andata (12ª) | andata (12ª)                | Dodicesima giornata                                 | ritorno (25ª) | ritorno (25ª) |
|              |                             |                                                     |               |               |
| 16 dic.      | 71-67                       | Virtus Segafredo Bologna-Allianz Sesto San Giovanni | 60-49         | 14 apr.       |
| 16 dic.      | 50-98                       | O.ME.P.S. Battipaglia-Famila Wüber Schio            | 51-101        | 14 apr.       |
| 17 dic.      | 52-76                       | Repower Sanga Milano-Passalacqua Ragusa             | 54-73         | 14 apr.       |
| 17 dic.      | 46-49                       | Alama San Martino di Lupari-La Molisana Campobasso  | 61-82         | 14 apr.       |
| 17 dic.      | 74-62                       | RMB Brixia Basket-Oxygen Roma Basket                | 73-76         | 14 apr.       |
| 17 dic.      | 68-74                       | E-Work Faenza-Dinamo Sassari                        | 63-68         | 14 apr.       |
|              | Riposa: Umana Reyer Venezia |                                                     |               |               |

| \| andata (13ª) \| andata (13ª) \| Tredicesima giornata \| ritorno (26ª) \| ritorno (26ª) \| \| \| \| \| \| \| \| 16 nov. \| 54-61 \| La Molisana Campobasso-Virtus Segafredo Bologna \| 59-60 \| 20 apr. \| \| 23 dic. \| 62-73 \| Oxygen Roma Basket-Umana Reyer Venezia \| 55-79 \| 20 apr. \| \| 23 dic. \| 80-98 \| Dinamo Sassari-Alama San Martino di Lupari \| 73-78 \| 20 apr. \| \| 23 dic. \| 78-68 \| Passalacqua Ragusa-O.ME.P.S. Battipaglia \| 87-91 \| 20 apr. \| \| 23 dic. \| 84-58 \| Famila Wüber Schio-Repower Sanga Milano \| 87-72 \| 20 apr. \| \| 23 dic. \| 68-65 \| Allianz Sesto San Giovanni-RMB Brixia Basket \| 64-61 \| 20 apr. \| \| \| Riposa: E-Work Faenza \| \| \| \| |                       |                                                 |               |               |
| andata (13ª) | andata (13ª)          | Tredicesima giornata                            | ritorno (26ª) | ritorno (26ª) |
| |                       |                                                 |               |               |
| 16 nov. | 54-61                 | La Molisana Campobasso-Virtus Segafredo Bologna | 59-60         | 20 apr.       |
| 23 dic. | 62-73                 | Oxygen Roma Basket-Umana Reyer Venezia          | 55-79         | 20 apr.       |
| 23 dic. | 80-98                 | Dinamo Sassari-Alama San Martino di Lupari      | 73-78         | 20 apr.       |
| 23 dic. | 78-68                 | Passalacqua Ragusa-O.ME.P.S. Battipaglia        | 87-91         | 20 apr.       |
| 23 dic. | 84-58                 | Famila Wüber Schio-Repower Sanga Milano         | 87-72         | 20 apr.       |
| 23 dic. | 68-65                 | Allianz Sesto San Giovanni-RMB Brixia Basket    | 64-61         | 20 apr.       |
| | Riposa: E-Work Faenza |                                                 |               |               |

| andata (13ª) | andata (13ª)          | Tredicesima giornata                            | ritorno (26ª) | ritorno (26ª) |
|              |                       |                                                 |               |               |
| 16 nov.      | 54-61                 | La Molisana Campobasso-Virtus Segafredo Bologna | 59-60         | 20 apr.       |
| 23 dic.      | 62-73                 | Oxygen Roma Basket-Umana Reyer Venezia          | 55-79         | 20 apr.       |
| 23 dic.      | 80-98                 | Dinamo Sassari-Alama San Martino di Lupari      | 73-78         | 20 apr.       |
| 23 dic.      | 78-68                 | Passalacqua Ragusa-O.ME.P.S. Battipaglia        | 87-91         | 20 apr.       |
| 23 dic.      | 84-58                 | Famila Wüber Schio-Repower Sanga Milano         | 87-72         | 20 apr.       |
| 23 dic.      | 68-65                 | Allianz Sesto San Giovanni-RMB Brixia Basket    | 64-61         | 20 apr.       |
|              | Riposa: E-Work Faenza |                                                 |               |               |

## Play-out
Vengono disputati due turni tra la decima e la tredicesima classificata, in serie che si disputano al meglio delle tre gare: la prima e l'eventuale terza partita si giocano in casa della squadra meglio classificata al termine della stagione regolare, la seconda si gioca in casa della squadra che ha ottenuto la peggiore classifica.
|  | Semifinali | Semifinali        | Semifinali | Semifinali       | Semifinali |     |              | Finale | Finale | Finale | Finale | Finale |  |
|  |            |                   |            |                  |            |     |              |        |        |        |        |        |  |
|  | 10.        | Brixia Basket     | 86         | 75               |            |     |              |        |        |        |        |        |  |
|  | 10.        | Brixia Basket     | 86         | 75               |            |     |              |        |        |        |        |        |  |
|  | 13.        | Sanga Milano      | 77         | 65               |            |     |              |        |        |        |        |        |  |
|  | 13.        | Sanga Milano      | 77         | 65               |            | 13. | Sanga Milano | 55     | 60     |        |        |        |  |
|  |            |                   |            |                  |            | 13. | Sanga Milano | 55     | 60     |        |        |        |  |
|  |            |                   | 12.        | PB63 Battipaglia | 76         | 80  |              |        |        |        |        |        |  |
|  | 11.        | Faenza B. Project | 12.        | PB63 Battipaglia | 76         | 80  | 74           | 56     | 81     |        |        |        |  |
|  | 11.        | Faenza B. Project |            |                  |            |     |              |        |        |        |        |        |  |
|  | 12.        | PB63 Battipaglia  | 66         | 69               | 60         |     |              |        |        |        |        |        |  |

## Play-off
Vengono disputati tra le prime otto classificate. I quarti di finale e le semifinali si disputano al meglio delle tre gare: la prima e l'eventuale terza partita si giocano in casa della squadra con la migliore classifica, la seconda si gioca in casa della squadra peggio piazzata nella stagione regolare. La finale si disputa al meglio delle cinque gare.
|  | Quarti di finale | Quarti di finale | Quarti di finale | Quarti di finale | Quarti di finale |    |               | Semifinali    | Semifinali | Semifinali | Semifinali | Semifinali |  |  | Finale | Finale | Finale | Finale | Finale | Finale | Finale |  |
|  |                  |                  |                  |                  |                  |    |               |               |            |            |            |            |  |  |        |        |        |        |        |        |        |  |
|  | 1.               | Reyer Venezia    | 85               | 91               |                  |    |               |               |            |            |            |            |  |  |        |        |        |        |        |        |        |  |
|  | 1.               | Reyer Venezia    | 85               | 91               |                  |    |               |               |            |            |            |            |  |  |        |        |        |        |        |        |        |  |
|  | 8.               | OBG Roma         | 63               | 61               |                  |    |               |               |            |            |            |            |  |  |        |        |        |        |        |        |        |  |
|  | 8.               | OBG Roma         | 63               | 61               |                  | 1. | Reyer Venezia | 82            | 66         |            |            |            |  |  |        |        |        |        |        |        |        |  |
|  |                  |                  |                  |                  |                  | 1. | Reyer Venezia | 82            | 66         |            |            |            |  |  |        |        |        |        |        |        |        |  |
|  |                  |                  | 4.               | Magnolia CB      | 63               | 63 |               |               |            |            |            |            |  |  |        |        |        |        |        |        |        |  |
|  | 4.               | Magnolia CB      | 4.               | Magnolia CB      | 63               | 63 | 70            | 65            | 51         |            |            |            |  |  |        |        |        |        |        |        |        |  |
|  | 4.               | Magnolia CB      |                  |                  |                  |    |               |               |            |            |            |            |  |  |        |        |        |        |        |        |        |  |
|  | 5.               | GEAS             | 76               | 62               | 41               |    |               |               |            |            |            |            |  |  |        |        |        |        |        |        |        |  |
|  | 5.               | GEAS             | 76               | 62               | 41               |    | 1.            | Reyer Venezia | 77         | 85         | 80         |            |  |  |        |        |        |        |        |        |        |  |
|  |                  |                  |                  |                  |                  |    |               |               |            |            |            |            |  |  |        |        |        |        |        |        |        |  |
|  |                  |                  | 2.               | Famila Schio     | 65               | 64 | 74            |               |            |            |            |            |  |  |        |        |        |        |        |        |        |  |
|  | 2.               | Famila Schio     | 2.               | Famila Schio     | 65               | 64 | 74            | 83            | 90         |            |            |            |  |  |        |        |        |        |        |        |        |  |
|  | 2.               | Famila Schio     |                  |                  |                  |    |               |               |            |            |            |            |  |  |        |        |        |        |        |        |        |  |
|  | 7.               | San Martino      | 67               | 67               |                  |    |               |               |            |            |            |            |  |  |        |        |        |        |        |        |        |  |
|  | 7.               | San Martino      | 67               | 67               |                  | 2. | Famila Schio  | 76            | 68         |            |            |            |  |  |        |        |        |        |        |        |        |  |
|  |                  |                  |                  |                  |                  | 2. | Famila Schio  | 76            | 68         |            |            |            |  |  |        |        |        |        |        |        |        |  |
|  |                  |                  | 6.               | Eirene Ragusa    | 51               | 67 |               |               |            |            |            |            |  |  |        |        |        |        |        |        |        |  |
|  | 3.               | Virtus Bologna   | 6.               | Eirene Ragusa    | 51               | 67 | 75            | 81            | 57         |            |            |            |  |  |        |        |        |        |        |        |        |  |
|  | 3.               | Virtus Bologna   |                  |                  |                  |    |               |               |            |            |            |            |  |  |        |        |        |        |        |        |        |  |
|  | 6.               | Eirene Ragusa    | 77               | 59               | 74               |    |               |               |            |            |            |            |  |  |        |        |        |        |        |        |        |  |

### Finale
La serie si disputa dal 15 maggio 2024.
| Arbitri: | Enrico Bartoli (Trieste) Giulio Giovannetti (Rivoli) Francesco Cassina (Desio) |

|                           |       |                   |
| Berkani, Kuier e Villa 15 | Punti | 12 Parks e Verona |

| Arbitri: | Marco Barbiero (Milano) Jacopo Pazzaglia (Pesaro) Alberto Perocco (Ponzano Veneto) |

|            |       |                     |
| Berkani 20 | Punti | 12 Juhász e Sottana |

| Arbitri: | Gian Lorenzo Miniati (Firenze) Alessandro Costa (Livorno) Marco Attard (Firenze) |

|                       |       |          |
| Juhász e Guirantes 14 | Punti | 24 Kuier |

## Verdetti
- Campione d'Italia:    Reyer Venezia

### Squadra campione
Formazione:
Caterina Logoh, Lisa Berkani, Gaia Gorini, Matilde Villa, Giuditta Nicolodi, Francesca Pan, Laura Meldere, Anna Makurat, Alexa Held, Lorela Cubaj,  Martina Fassina, Mariella Santucci, Emma D'Este, Jessica Shepard, Awak Kuier, Anita Franchini. Allenatore: Andrea Mazzon.
- Retrocessa in Serie A2:   Sanga Milano
- Vincitrice Coppa Italia:   Famila Schio (15º titolo).
- Vincitrice Supercoppa:   Virtus Bologna (1º titolo).[13]